# ویندوز ۱٫۰
ویندوز ۱٫۰ (به انگلیسی: Windows 1.0) یک محیط عامل گرافیکی ۱۶ بیتی، توسعه یافته توسط مایکروسافت می‌باشد و در تاریخ ۲۰ نوامبر ۱۹۸۵ منتشر شد. این اولین تلاش مایکروسافت برای ایجاد یک محیط عامل چندوظیفگی گرافیکی برای رایانه‌های شخصی بود. ویندوز ۱ اولین نسخهٔ راه‌اندازی شدهٔ ویندوز بود. پشتیبانی از این ویندوز در تاریخ ۳۱ دسامبر ۲۰۰۱ به پایان رسید.
این نسخه اولین نسخه گرافیکی ویندوز بود.